# Máy bay pháo kích
Máy bay pháo kích (tiếng Anh: Gunship) là loại máy bay (cánh cố định hoặc trực thăng) vũ trang hạng nặng được thiết kế nhằm mục đích tạo ra hỏa lực áp đảo để tấn công các mục tiêu trên mặt đất hoặc trên biển. Gunship thường được trang bị các loại súng máy, pháo tự động, dàn phóng đạn phản lực hoặc đạn tự hành. Những chiếc gunship đầu tiên là những máy bay vận tải được chuyển đổi bằng cách gắn thêm các loại vũ khí vào. Do được thiết kế vì mục đích vận tải, các máy bay này có thể mang được một khối lượng hàng hóa lớn, phù hợp với việc mang và gắn một lượng lớn súng, đạn.

## Một số ví dụ về máy bay pháo kích

### Máy bay cánh cố định

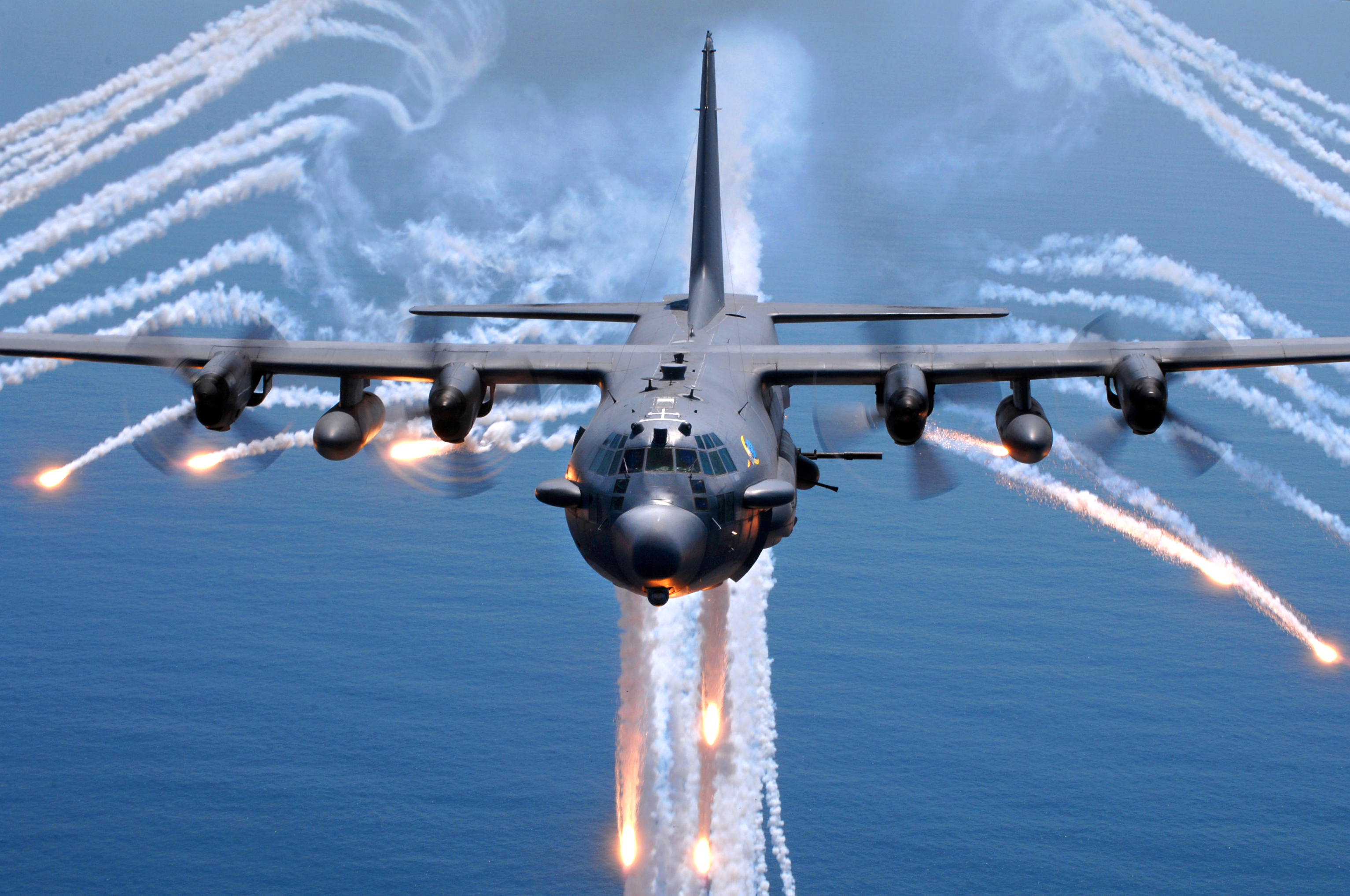
Lockheed AC-130

- Basler BT-67
- Douglas AC-47 Spooky
- Fairchild AU-23 Peacemaker
- Fairchild AC-119
- Lockheed AC-130
- Helio AU-24 Stallion
- Airbus AC-235
- Airbus AC-295

### Máy bay trực thăng

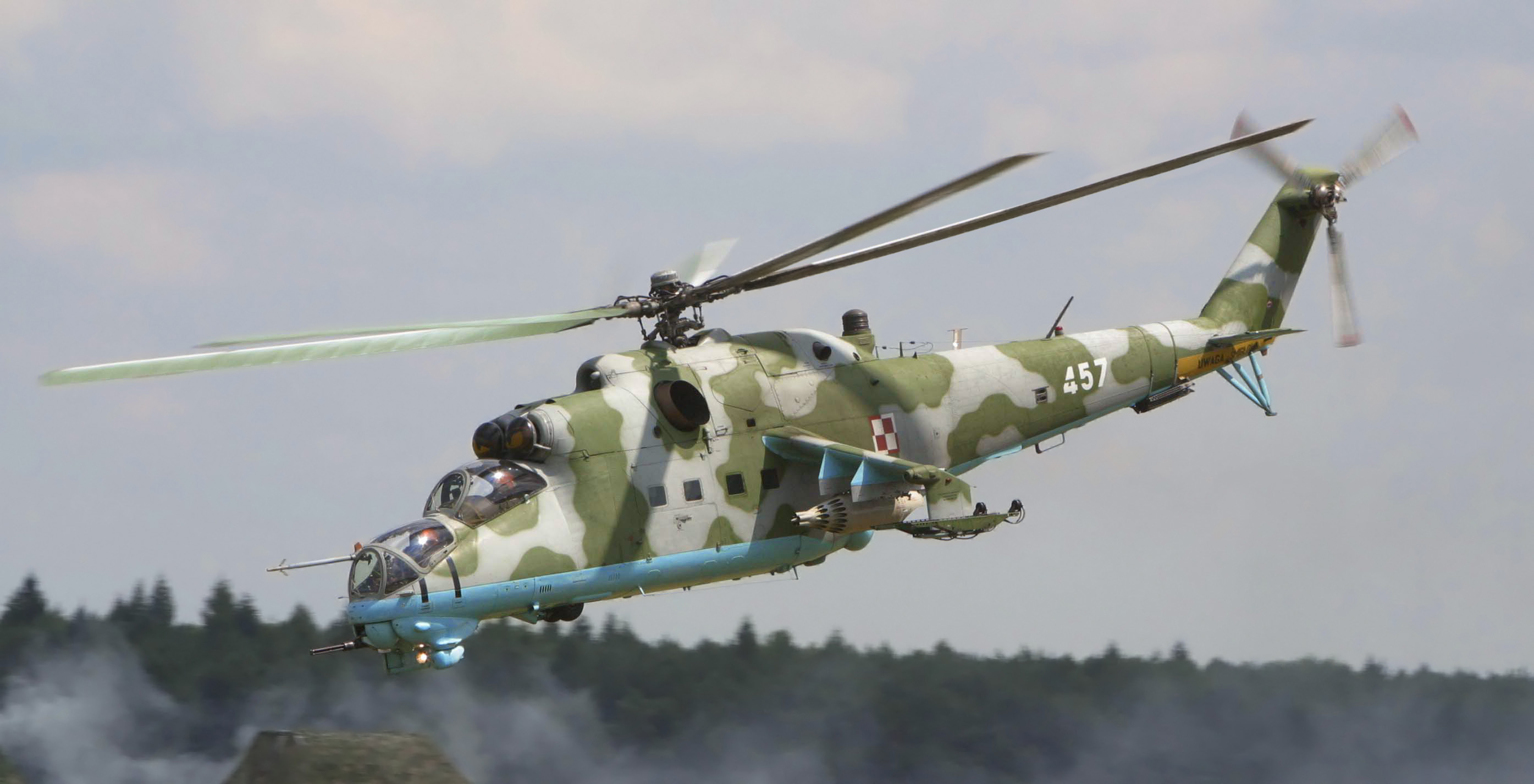
Mil Mi-24

- Aérospatiale SA319 Alouette III
- Aérospatiale SA 330 Puma
- Boeing ACH-47 Chinook
- Bell UH-1M
- Mil Mi-24
- HAL Rudra
- Sikorsky MH-60L DAP